# Gare de Cozes
La gare de Cozes est une gare ferroviaire fermée de la ligne de Pons à Saujon. Elle est située, rue de la gare, sur le territoire de la commune de Cozes, dans le département de la Charente-Maritime, en région Nouvelle-Aquitaine.
Elle est mise en service en 1875 par la Compagnie du chemin de fer de la Seudre.
Mise en service en 1875, elle est fermée au service des voyageurs en 1939, puis au service des marchandises vers 2000. Depuis elle est, sans affectation, située sur une section non exploitée de la ligne, parcourue par un vélo-rail.

## Situation ferroviaire
Établie à 42 mètres d'altitude, la gare de Cozes est située au point kilométrique (PK) 24,3 de la ligne de Pons à Saujon entre les gares de Saint-André-de-Lidon et de La Traverserie.

## Histoire
La station de Cozes est mise en service le 28 août 1875 par la Compagnie du chemin de fer de la Seudre, lorsqu'elle ouvre à l'exploitation sa ligne de Pons à Royan.
La gare est électrifiée en 1912 et l'éclairage public y arrive en 1931.
Comme l'ensemble de la ligne, elle est fermée au service des voyageurs le 15 mai 1939.

## Gare du vélorail de Saintonge
C'est l'un des points de départ ou d'arrivée du vélorail de Saintonge ouvert toute l'année.

## Patrimoine ferroviaire
L'ancien bâtiment voyageurs est toujours présents sur le site en mars 2011.